# 卡爾坦
53°31′N 87°16′E / 53.517°N 87.267°E
卡爾坦（俄语：Калта́н）是俄羅斯克麥羅沃州中南部的一個城市，位於克麥羅沃以南338公里、奧辛尼基以南12公里。2002年人口25,300人。
1946年開埠，1959年設市。1993年前受奧辛尼基管轄。